# Kapitálová obchodní společnost
Zákon o obchodních korporacích člení obchodní společnosti na osobní a kapitálové. Kapitálovými společnostmi jsou v České republice společnost s ručením omezeným a akciová společnost.

## Charakteristika
Kapitálové společnosti mohou vykonávat i jinou než podnikatelskou činnost. Charakterizuje je majetková účast všech společníků na jejich činnosti. Společníci kapitálové společnosti nejsou povinni se osobně účastnit činnosti společnosti, ale mají povinnost účasti majetkové. Za závazky společnosti neručí buď vůbec, nebo omezeně. Podnikatelské riziko nesou pouze do výše svého nesplaceného vkladu, popř. příplatkové povinnosti. Na řízení společnosti se společníci kapitálové společnosti podílejí zprostředkovaně, prostřednictvím jejích orgánů.
V teorii se používá přesnější rozčlenění obchodních společností, podle kterého společnost s ručením omezeným a komanditní společnost nepatří do žádné z uvedených skupin, ale mají smíšený charakter, neboť mají prvky jak osobních, tak kapitálových společností.